# Анналы Тигернаха
Анналы Тигернаха (др.‑ирл. Annála Tiarnaigh, Annála Thighearnaigh, англ. Annals of Tigernach; аббревиатура — AT) — средневековый источник по истории Ирландии с 807 года до н. э. по 1178 год н. э.; созданы в XII веке; анналы названы по имени одного из их возможных создателей, аббата Клонмакнойсского монастыря Тигернаха Уа Брайна; один из важнейших источников по истории средневековых Ирландии и Британии.

## Рукописи и название анналов
«Анналы Тигернаха» сохранились в двух находящихся в Бодлианской библиотеке Оксфордского университета рукописях: манускрипте первой половины XII века Rawlinson B 502 и манускрипте второй половины XIV века Rawlinson B 488. Анналы написаны на смеси латинского, древнеирландского и среднеирландского языков. Их ранняя часть полностью латиноязычная. Обе содержащие «Анналы Тигернаха» рукописи первоначально принадлежали ирландскому историку и антиквару Д. Мак Фирбисигу. Его собрание манускриптов перешло к Р. Уэру, сын которого продал его Э. Хайду. Позднее коллекция перешла к герцогу Чандосу Дж. Бриджесу, после смерти которого она была продана с аукциона в 1746 году. Бо́льшая часть этого собрания, включая и сохранившиеся рукописи «Анналов Тигернаха», перешла во владение Р. Роулинсона, который затем передал его Оксфордскому университету. С тех пор рукописи «Анналов Тигернаха» хранятся в Бодлианской библиотеке.
«Анналы Тигернаха» получили название по аббату монастыря в Клонмакнойсе Тигернаху Уа Брайну. В рукописи Rawlinson B 488 в добавленной к записям о событиях 1088 года ремарке сообщается: «До этого писал Тигернах. В 1088 году он почил». Впервые отождествление этого Тигернаха и клонмакнойсского аббата было сделано Дж. Уэром. Позднее мнение о идентичности двух персон получило широкое распространение. Однако современные исследователи сомневаются в правомерности наделения Тигернаха статусом автора анналов: скорее всего, он был только их переписчиком. О других участвовавших в создании «Анналов Тигернаха» персонах ничего не известно.

## Композиция анналов
«Анналы Тигернаха» сохранились только частично. В рукописи Rawlinson B 502 находятся записи о событиях с 807 года до н. э. по 160 год до н. э., а в рукописи Rawlinson B 488 — о событиях с 322 года до н. э. по 360 год н. э., с 489 года по 766 год, с 973 года по 1003 год и с 1018 года по 1178 год. Предполагается, что при создании «Хроники скоттов» был использован текст одной из ранних редакций «Анналов Тигернаха», на основании чего можно приблизительно восстановить их утраченную часть за 766—973 годы и за 1004—1016 годы.
Значительная часть «Анналов Тигернаха» является компиляцией более ранних источников, большей частью несохранившихся. Вероятно, начало созданию всех ирландских анналов было положено в северной части Британии. Местом наиболее ранних записей, вошедших в «Анналы Тигернаха», мог быть монастырь на острове Айона. Предполагается, что здесь была создана несохранившаяся «Хроника Айоны»: британское продолжение хроник Руфина Аквилейского и Сульпиция Севера. Такой вывод делается на основании особого внимания, которое в записях ирландских анналов о событиях VI—VIII веков уделялось этому монастырю. Вскоре после 740 года «Хроника Айоны» была доставлена в Ирландию, где в монастыре в Бангоре её дополнили сведениями о событиях на острове. Позднее копии получили и другие ирландские обители: точно неизвестно какие — возможно, монастыри в Клонарде и Арме. Доведённый до начала X века этот труд известен под названием «Хроника Ирландии». Он также не сохранился. Однако сопоставление записей всех ирландских анналов, протографом которых стала «Хроника Ирландии», позволило восстановить её содержание. Среди таких исторических источников — «Анналы Тигернаха» и «Анналы Ульстера», тексты которых за период с 489 года по 766 год во многом совпадают. Предполагается, что после создания приблизительно в 913 году «Хроники Ирландии» её копии были разосланы в крупнейшие монастыри острова. Одной из обителей, где этот труд был продолжен, стало Клонмакнойсское аббатство. Многочисленные посвящённые этому монастырю записи содержатся в трёх ирландских анналах: «Анналах Тигернаха», «Хронике скоттов» и «Анналах Клонмакнойса». На этом основании эти средневековые источники относят к «клонмакнойсской группе» ирландских анналов. В составляющих группу источниках сохранилось наибольшее количество заимствований из «Хроники Ирландии». Многие записи трёх трудов за 974—1150 годы почти дословно повторяют друг друга, а близость текстов «Анналов Тигернаха» и «Хроники скоттов» прослеживается до 1170-х годов. В то же время начиная с 1113 года в «Анналах Тигернаха» увеличивается количество записей о событиях в Коннахте, в то время как в «Хронике скоттов» начинает уделяться больше внимания событиям в центральной части Ирландии. Совпадение части записей (до 1065 года включительно) «Анналов Тигернаха» и «Анналов Инишфаллена» также свидетельствует об общности источниковедческой базы авторов этих трудов.
«Анналы Тигернаха» условно разделяются на две части: так называемые «доисторическую» (записи за период с 807 года до н. э. по 360 год н. э.) и «историческую» (записи с 489 по 1178 год; с перерывами). «Доисторическая» часть наименее ценная, так как источники, из которых её авторы заимствовали информацию, сохранились до нашего времени. В основном, здесь находятся извлечения из «Хроники» Евсевия Кесарийского с дополнениями из Иосифа Флавия, Павла Орозия, Исидора Севильского, Беды Достопочтенного и «Liber Pontificalis». Эта часть «Анналов Тигернаха» у современных историков получила название «Ирландская всемирная хроника». Возможно, первоначально она была созданным в X веке в Клонмакнойсском монастыре самостоятельным сочинением. В той части «Анналов Тигернаха», которая предположительно была основана на «Хронике Айоны» (записи приблизительно до середины VIII века), значительное внимание уделяется утверждению христианства в Британии и Ирландии, деятельности первых местных христианских общин и политической истории существовавших на этих территориях государств. Бо́льшая часть позднейших сведений посвящена истории ирландских королевств, а свидетельства о ирландской церкви, в основном, рассматриваются в свете отношений её представителей со светскими властителями. В «Анналах Тигернаха» также находится значительное число сведений о северной части Британии. Так, среди записей в о событиях VI—VIII веков содержатся свидетельства о королевстве Дал Риада, государстве пиктов, Нортумбрии, а также взаимоотношениях их монархов с ирландскими правителями.
«Анналы Тигернаха» — ценный источник по истории средневековых Ирландии и Британии.

## Издания
Публикация У. Стоукса:
- The Annals of Tigernach / Stokes W. — Revue celtique. — Paris: Librairie Émile Bouillon, 1895—1897. — Vol. 16, 17 & 18.

Публикация Ирландского национального университета в Корке:
- на латинском языке: Annals of Tigernach (лат.). CELT. Дата обращения: 5 августа 2021.
- на английском языке: The Annals of Tigernach (англ.). Mac Niocaill G.. CELT (2010). Дата обращения: 5 августа 2021.